# Жильерон, Луи
Луи Жильерон (фр. Louis Gilliéron; 18 ноября 1909, Ивердон-ле-Бен — 28 марта 1995, Лозанна) — швейцарский хоккеист на траве, полузащитник, нападающий. Участник летних Олимпийских игр 1936 года.

## Биография
Луи Жильерон родился 18 ноября 1909 года в швейцарском городе Ивердон-ле-Бен.
Играл в хоккей на траве за «Стад-Лозанн» из Лозанны.
В 1936 году вошёл в состав сборной Швейцарии по хоккею на траве на летних Олимпийских играх в Берлине, поделившей 7-9-е места. Играл на позициях полузащитника и нападающего, провёл 4 матча, забил 1 мяч в ворота сборной Дании.
Умер 28 марта 1995 года в Лозанне.